# فرنسيسكو غارسيا
فرنسيسكو غارسيا (بالإسبانية: Paquito García Gómez)‏ (14 فبراير 1938 أوفييدو إسبانيا - 21 أغسطس 2024)، هو لاعب كرة قدم إسباني يلعب كلاعب وسط.

## روابط خارجية
- فرنسيسكو غارسيا على موقع قاعدة بيانات كرة القدم.إي يو (الإنجليزية)
- فرنسيسكو غارسيا على موقع ناشيونال فوتبول تيمز (الإنجليزية)